# 리처드 칸

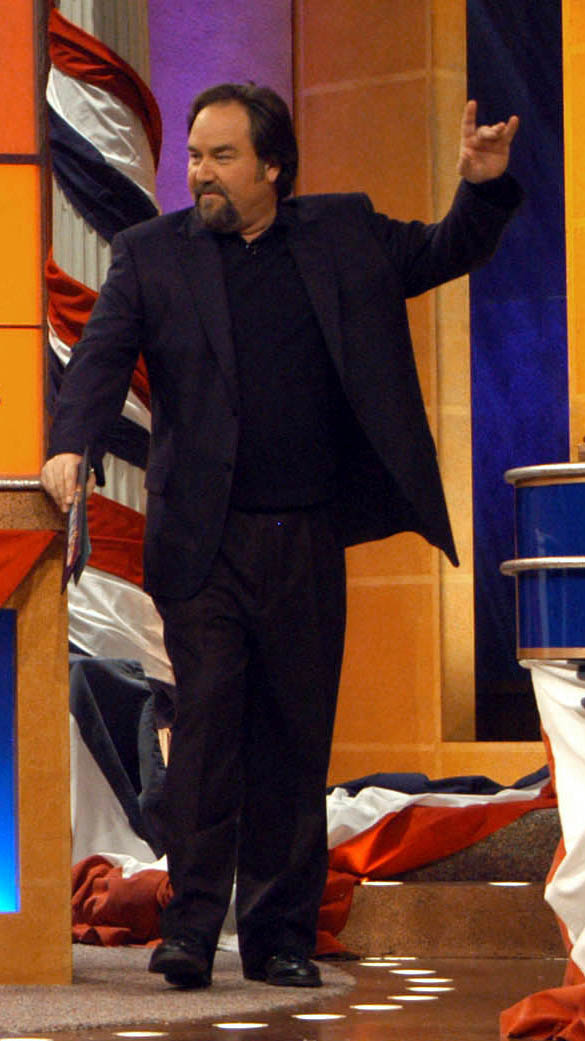

리처드 칸(Richard Karn, 1956년 2월 17일 ~ )은 미국의 텔레비전 배우, 영화배우이다.
시애틀에서 태어났다.

## 영화
- 고든 패밀리 트리 (2013년) - 페리 역
- 어 도그 포 크리스마스 (2012년)
- 스노우 버디 (2008년)
- 번 애프터 리딩 (2008년)
- 미스터 블루 스카이 (2007년) - 존 아담스 역
- 에어 버디즈 (2006년)
- 에어 버드 4 (2002년)
- 재키는 MVP 2 (2001년)
- 더 푸치 앤 더 포퍼 (2000년)
- 미이라의 전설 (1997년)
- 가족 만들기 소동 (1995년)
- 아빠 뭐하세요 (1991년)